# Tau (wiskunde)

Enkele speciale hoeken in radialen

Tau (τ) /tɑu/, de 19e letter van het Griekse alfabet, is het in 2010 door fysicus-ondernemer Michael Hartl voorgestelde symbool voor de wiskundige constante tweemaal pi (2π), welke constante sinds 2001 wordt gepropageerd door initiatiefnemer Bob Palais (wiskundehoogleraar) en een groep medestanders als vervanging van de cirkelconstante π. Palais zelf stelde aanvankelijk {\displaystyle \pi \!\!\!\!\;\pi } als symbool voor.
Door τ te gebruiken in formules, in plaats van 2π, kunnen wiskundige formules worden verkort. Uit de formule voor de omtrek van een cirkel volgt dat een volledige cirkel overeenkomt met τ radialen.

## Formules
- Eulers identiteit

{\displaystyle e^{i\tau }=1\,}
Deze formule kan worden afgeleid van de Formule van Euler, die stelt dat {\displaystyle e^{i\theta }=\cos(\theta )+i\cdot \sin(\theta )}.
Wanneer we θ vervangen door τ, krijgen we namelijk
{\displaystyle e^{i\tau }=\cos(\tau )+i\cdot \sin(\tau )}
{\displaystyle e^{i\tau }=1+0}
- Fouriertransformatie

{\displaystyle F(\nu )=\int _{-\infty }^{\infty }f(t)e^{-i\tau \nu t}\,dt}
- Formule van Stirling

{\displaystyle n!\sim {\sqrt {\tau n}}\left({\frac {n}{e}}\right)^{n}}
- Golfgetal

{\displaystyle k={\frac {\tau }{\lambda }}}
- Hoekfrequentie

{\displaystyle \textstyle \omega =\tau f} (of {\displaystyle \textstyle \omega =\tau \nu })
- Vervalconstante

{\displaystyle \lambda ={\frac {\ln 2}{t_{1/2}}}={\frac {1}{\tau }}}

## Decimale notatie
Tau is, net zoals pi, een irrationaal getal en dus niet exact weer te geven. Hieronder wordt de decimale notatie weergegeven, afgekapt op 1000 cijfers na de komma.
```
6,2831853071 7958647692 5286766559 0057683943 3879875021
  1641949889 1846156328 1257241799 7256069650 6842341359
  6429617302 6564613294 1876892191 0116446345 0718816256
  9622349005 6820540387 7042211119 2892458979 0986076392
  8857621951 3318668922 5695129646 7573566330 5424038182
  9129713384 6920697220 9086532964 2678721452 0498282547
  4491740132 1263117634 9763041841 9256585081 8343072873
  5785180720 0226610610 9764093304 2768293903 8830232188
  6611454073 1519183906 1843722347 6386522358 6210237096
  1489247599 2549913470 3771505449 7824558763 6602389825
  9667346724 8813132861 7204278989 2790449474 3814043597
  2188740554 1078434352 5863535047 6934963693 5338810264
  0011362542 9052712165 5571542685 5155792183 4727435744
  2936881802 4499068602 9309917074 2101584559 3785178470
  8403991222 4258043921 7280688363 1962725954 9542619921
  0374144226 9999999674 5956099902 1194634656 3219263719
  0048918910 6938166052 8504461650 6689370070 5238623763
  4202000627 5677505773 1750664167 6284123435 5338294607
  1965069808 5751093746 2319125727 7647075751 8750391556
  3715561064 3424536132 2600385575 3222391818 4328403978

```

## Trivia
- Tau heeft, in navolging van pi-dag, ook een eigen dag: tau-dag. Deze dag is op 28 juni.